# Caio Calpúrnio Pisão (cônsul em 97)
Caio (Lúcio?) Calpúrnio Pisão (em latim: Gaius (Lucius?) Calpurnius Piso) foi um senador romano nomeado cônsul sufecto para o nundínio de março a abril de 97 com Cneu Árrio Antonino. Há uma incerteza com relação ao seu prenome, que pode ser Caio ou Lúcio. É possível que tenha sido filho de Lúcio Calpúrnio Pisão e de Licínia Magna, filha de Marco Licínio Crasso Frúgio, cônsul em 27. Graças às ligações de seu pai com o imperador Nero, sua carreira teve um bom começo, mas foi interrompida durante o reinado de Vespasiano, especialmente depois do assassinato de seu pai em 70. Foi somente durante o reinado de Nerva que conseguiu recuperar sua carreira. Mas nada mais se sabe sobre seu destino depois disto.